# Forêt de Gishwati
La forêt de Gishwati est une réserve protégée située dans le nord-ouest du Rwanda, près du Lac Kivu. Les forêts de la réserve étaient pratiquement intactes en 1978 et, comme le montrent les photos de la NASA, elles couvraient encore une grande partie de la réserve en 1986.
À la suite du génocide au Rwanda, de nombreuses vagues de réfugiés sont arrivées dans la forêt de Gishwati et ont commencé à la défricher afin de cultiver et de se nourrir. En 2001, il ne restait plus qu'une petite surface forestière (6,07 km2 contre 1 011,714 km2 30 ans auparavant).
Il s'agit d'une perte énorme en ce qui concerne la biodiversité, l'érosion des sols, le glissement de terrain et la dégradation de l'environnement. Des efforts de reboisement au cours des dernières années ont permis de refaire progresser la surface forestière jusqu'à 10,117 km2. De grands domaines de culture du thé couvrent les parties centrales et nord de la réserve.

## Galerie

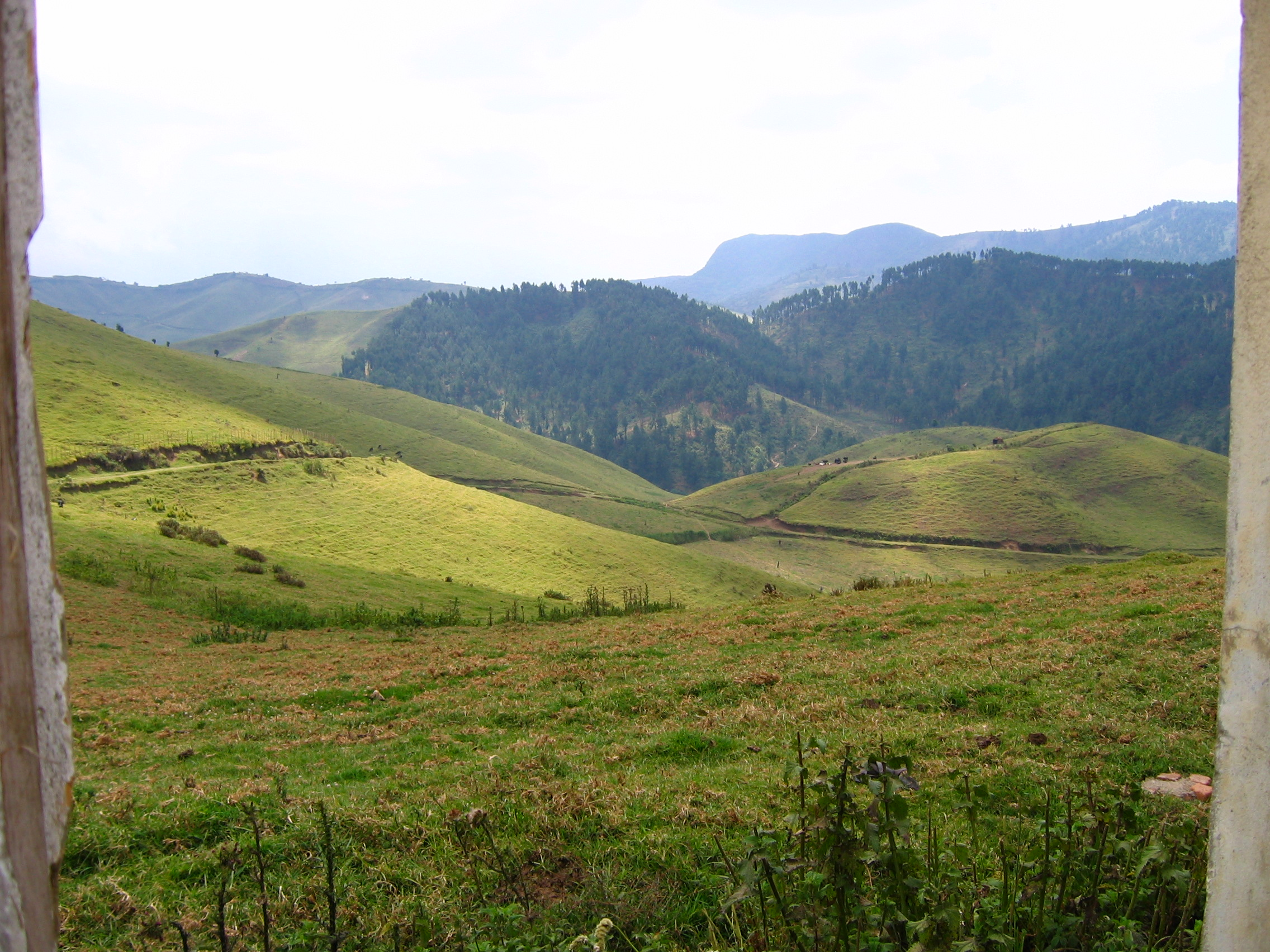
Collines de Gishwati.
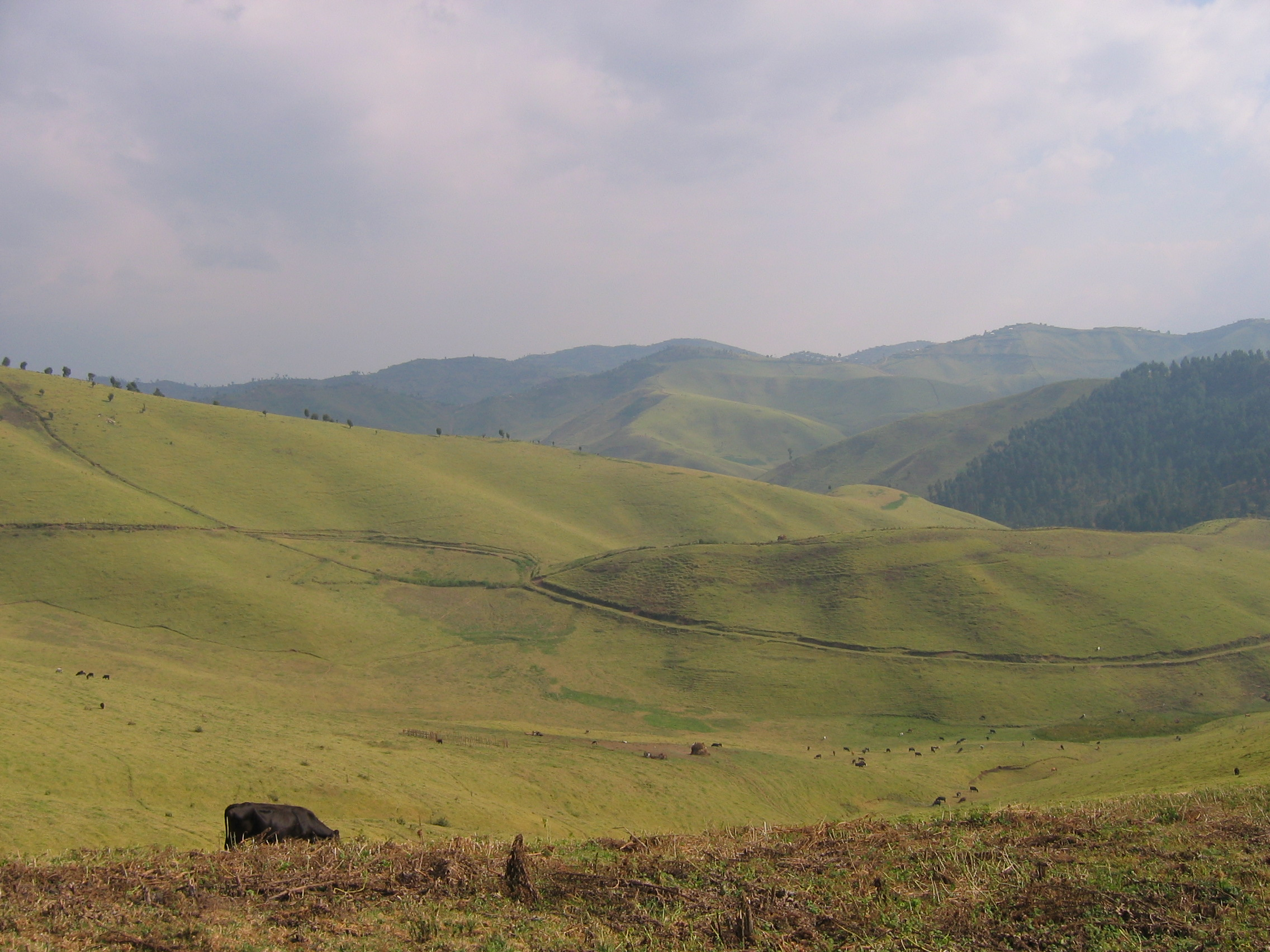
Collines de Gishwati.
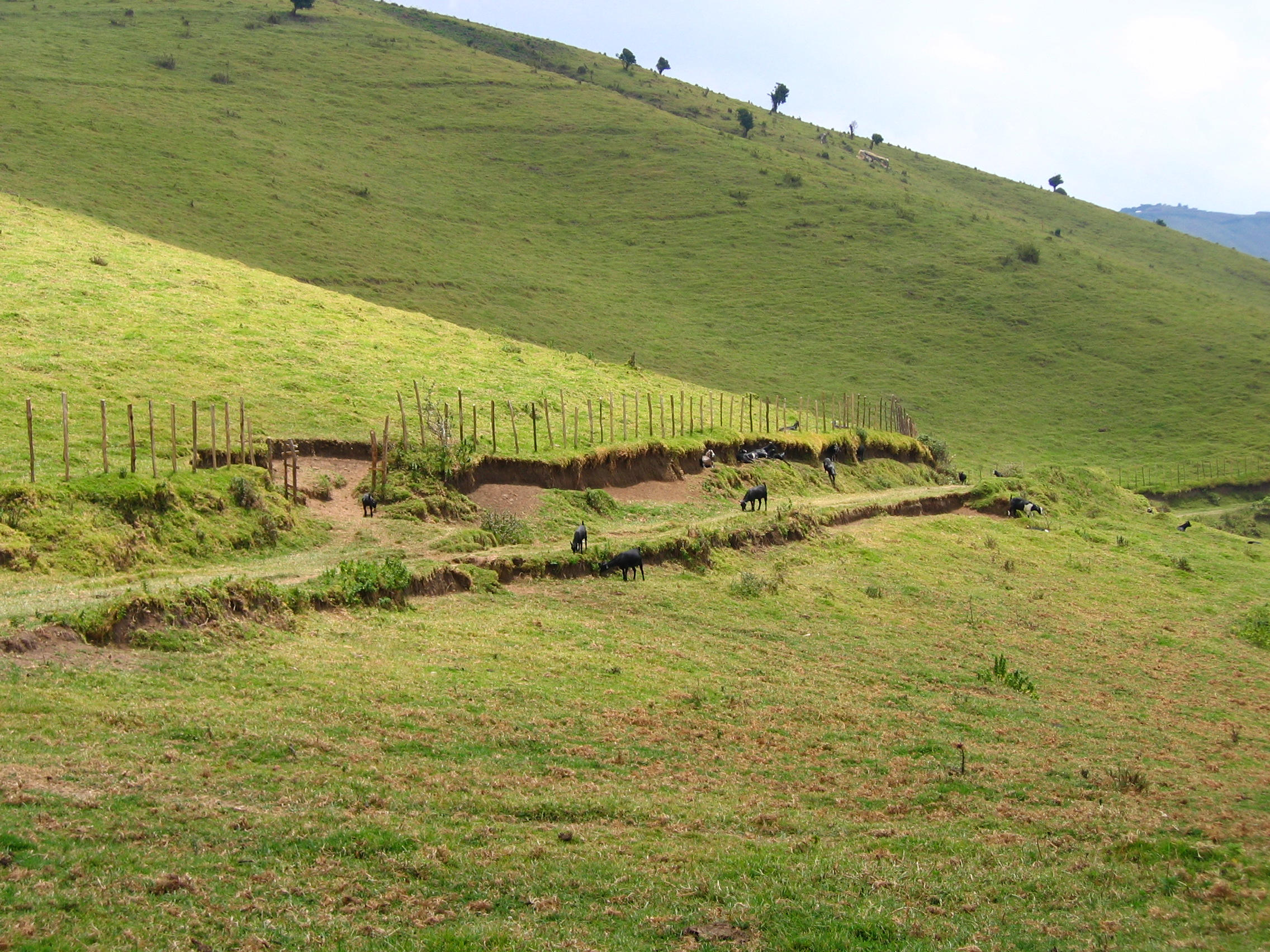
Chèvres dans les collines de Gishwati.
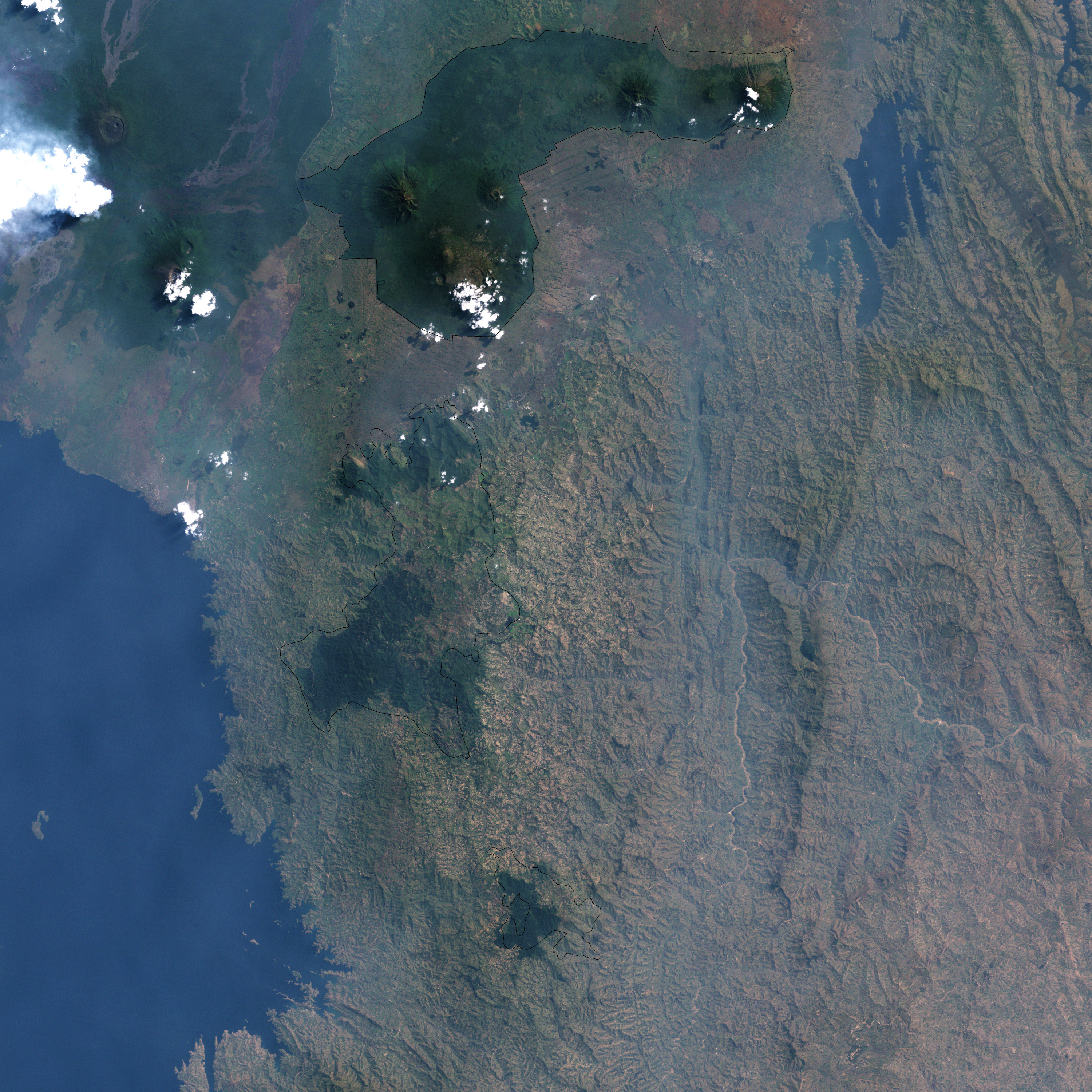
Forêt de Gishwati 1986.
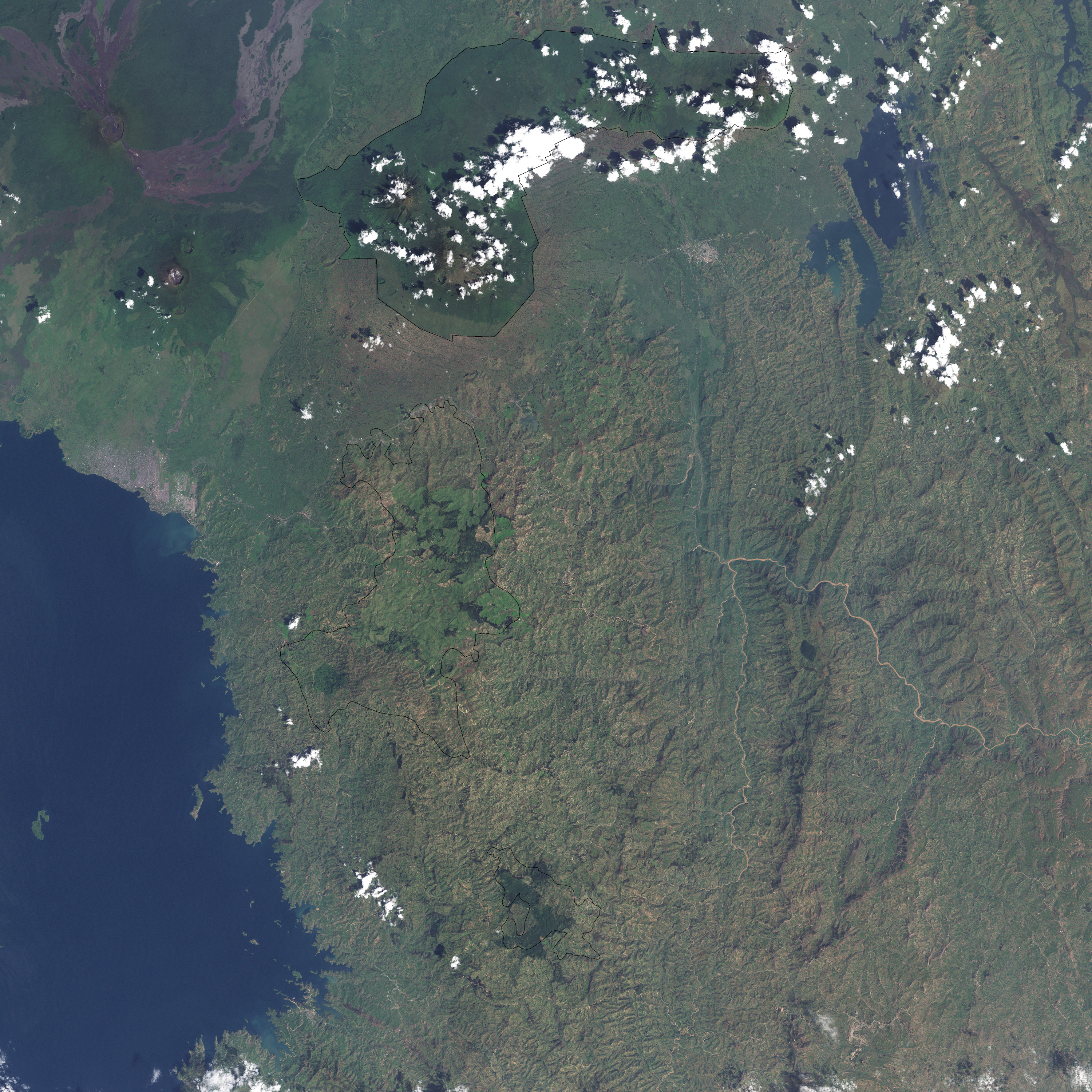
Forêt de Gishwati 2001.